# Atelier (Lübeck)

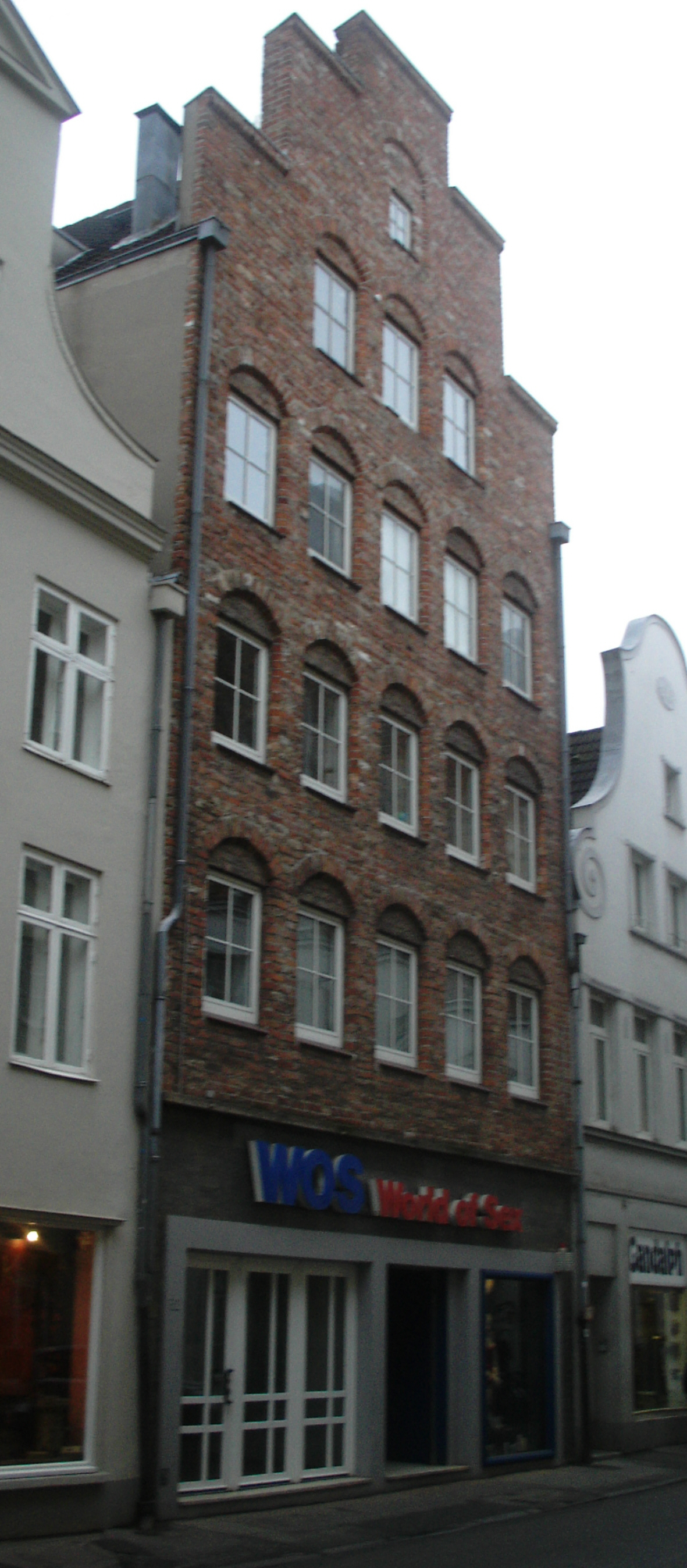
Das ehemalige Kino Atelier in der Wahmstraße (2009)

Das Atelier war das letzte neueröffnete Lübecker Kino.
1967 war Kurt Wittenbergs Pachtvertrag für die Holstentor-Lichtspiele ausgelaufen, und auch die zwei weiteren von ihm geführten Kinos – Camera und Burgtor-Lichtspiele – waren nur gepachtet. Da Wittenberg den Wunsch hatte, wieder ein eigenes Lichtspieltheater zu besitzen, wie bis 1942 das National, begann er gemeinsam mit seinem Teilhaber Albert Kieft Ende der 1960er Jahre mit Planungen für einen Umbau des Hauses Wahmstraße 32 zum Kino. Da es sich bei dem Gebäude um ein historisches Giebelhaus handelt, war das Vorhaben nicht ohne Schwierigkeiten umsetzbar. Die kinotechnischen Einrichtungen hingegen, darunter die beiden Filmprojektoren und die Leinwand, konnte Wittenberg problemlos aus der im Februar 1969 abgerissenen Camera übernehmen.
Am 23. Juli 1971 wurde das Atelier eröffnet. Das neue Lichtspielhaus sollte als sogenanntes Servicekino in einer Zeit, in der die Zahl der Kinobesucher rapide zurückging, Zuschauer durch besonderen Komfort anziehen: Der Saal hatte bewusst nur 285 Plätze erhalten, wodurch die Abstände zwischen den Sitzreihen und somit die Beinfreiheit besonders groß waren. An einer Bar im Foyer konnte man auch während der Vorstellung jederzeit alkoholische und alkoholfreie Getränke erwerben, was in keinem anderen Kino der Stadt möglich war. Besonders ungewöhnlich aber nahm sich aus, dass das Rauchen während der Vorstellungen ausdrücklich gestattet war und die Sitze speziell zu diesem Zweck mit Aschenbechern versehen waren. Durch eine leistungsstarke Entlüftungsvorrichtung hoffte man, den entstehenden Rauch aus dem Saal ableiten zu können, bevor er die Filmprojektion oder den Blick auf die Leinwand beeinträchtigte. Das Kinokonzept sah vor, das Atelier als Programmkino mit anspruchsvollen Unterhaltungsfilmen zu betreiben.
Im April 1973 musste Kurt Wittenberg Insolvenz anmelden, wodurch seine Teilhaberschaft am Atelier endete. Albert Kieft führte das Lichtspielhaus als Alleininhaber weiter, stellte jedoch zu Beginn des Jahres 1975 den Betrieb als reguläres Kino ein, um es fortan unter dem Namen PAM-Kino Atelier als Pornokino zu betreiben. Heute befindet sich in dem Gebäude eine Filiale der Erotikartikel-Kette World of Sex.